# ラシーヌ (小惑星)
ラシーヌ (11051 Racine) は、小惑星帯に位置する小惑星。ベルギーの天文学者エリック・ヴァルター・エルストがヨーロッパ南天天文台で発見した。
17世紀フランスの劇作家ジャン・ラシーヌに因んで命名された。